# God of War
A God of War egy akció-kalandjáték-sorozat, amelyet David Jaffe alkotott meg, és a Sony Santa Monica Stúdiója fejlesztett. A God of War sorozat 2005-ben indult a PlayStation 2 konzolon, és azóta a PlayStation egyik zászlóshajó-sorozatává vált, kilenc részből áll, amelyek több platformon is megjelentek. Az ősi mitológiákon alapuló történet középpontjában Kratos áll, egy spártai harcos, aki a háború istenévé válik, és különféle mitológiai istenekkel és alakokkal kerül szembe. A sorozat korai részei a görög mitológián alapulnak, és Kratos bosszúhadjáratát követik az olümposzi istenek ellen; a későbbi részek viszont az északi mitológiát dolgozzák fel, ahol Kratos megváltás útjára lép, és fia, Atreus is fontos szereplővé válik, miközben együtt kerülnek kapcsolatba vagy konfliktusba különféle északi istenekkel és alakokkal.

## Játékmenet
A sorozat összesen nyolc kizárólag egyjátékos játékból és egy többjátékos módot is tartalmazó részből áll. Az első korszakban a játékok harmadik személyű, fix filmszerű kameranézettel rendelkeztek, kivéve a Betrayal-t, amely az egyetlen 2D-oldalnézetes epizódként jelent meg. A 2018-as God of War és a Ragnarök esetében a kameranézet megváltozott: fix helyett szabadon mozgatható, váll fölötti nézetté vált. A God of War III-ban és az Ascension-ben bizonyos jelenetek alatt belső nézet (first-person) is megjelenik. A játékos Kratos irányításával halad előre, akinek játékmenete hack and slash harcot, platformelemeket és logikai feladványokat ötvöz a történet előrehaladása érdekében (a második korszak játékai esetében a platformelemeket a kamera nézetének megváltozása miatt eltávolították). A 2018-as rész bemutatta Kratos fiát, Atreust, aki bár nem irányítható önállóan, egy külön gombbal passzívan vezérelhető – például nyilakat lő, attól függően, hova néz a kamera. A Ragnarök-ben Atreus továbbra is kísérő karakter, de bizonyos küldetések során a játékos teljes irányítást kap felette. Harcrendszere hasonlít Kratoséhoz, de íjat használ fő fegyverként.

## Játékok

### Görög mitológia
| 2005 | God of War                    |
| 2006 |                               |
| 2007 | God of War II                 |
| 2007 | God of War: Betrayal          |
| 2008 | God of War: Chains of Olympus |
| 2009 |                               |
| 2010 | God of War III                |
| 2010 | God of War: Ghost of Sparta   |
| 2011 |                               |
| 2012 |                               |
| 2013 | God of War: Ascension         |
| 2014 |                               |
| 2015 |                               |
| 2016 |                               |
| 2017 |                               |
| 2018 | God of War                    |
| 2019 |                               |
| 2020 |                               |
| 2021 |                               |
| 2022 | God of War Ragnarök           |

#### God of War (2005)
A God of War első része 2005. március 22-én jelent meg PlayStation 2-re. Tíz év szolgálat után az olümposzi istenek oldalán, Kratos spártai harcost Athéné azzal bízza meg, hogy találja meg Pandora szelencéjét, amely kulcsot jelenthet Árész legyőzéséhez, aki pusztítást végez Athénban. Visszaemlékezésekből kiderül, hogy Kratos egykor Árész szolgája volt, aki megmentette őt és seregét a biztos pusztulástól, de később rászedte, hogy megölje saját családját – ez tette őt a „Spárta Szellemévé”.  Kratos végül megtalálja Pandora szelencéjét, megöli Árészt, és feljut az Olümposzra, hogy ő legyen az új háború istene.

#### God of War II (2007)
A God of War II 2007. március 13-án jelent meg PlayStation 2-re. Kratos, aki dühös az istentársaira, pusztítást végez Rodosz városában. Zeusz közbelép és elárulja Kratost, de a Titán Gaia megmenti őt. Gaia elmondja neki, hogy meg kell találnia a Végzet Nővéreit, akik képesek megváltoztatni sorsát, és megakadályozhatják, hogy Zeusz megölje őt. Kratos végül sikerrel jár, és amikor meg akarja ölni Zeuszt, Athéné feláldozza magát, hogy megmentse az isteneket és megőrizze az Olümposzt. Elárulja Kratosnak, hogy ő Zeusz fia, és hogy az isten félelmében árulta el őt. Ezután Kratos Gaia és a Titánok oldalára áll, hogy megtámadják az Olümposzt.

#### God of War: Betrayal (2007)
A God of War: Betrayal 2007. június 20-án jelent meg olyan mobiltelefonokra, amelyek támogatták a Java ME rendszert. Ez az egyetlen játék a sorozatban, amely kétdimenziós (2D-s) oldalnézetes játékként készült, és az első, amely nem PlayStation platformon jelent meg. A játék története a Ghost of Sparta és a God of War II eseményei között játszódik. Kratost egy gyilkosságért vádolják meg, mire ő tombolva végigpusztítja Görögországot, hogy megtalálja az igazi gyilkost. Végül eluralkodik rajta a vérszomj, és megöli Ceryxet, Hermész fiát – ez a tett elidegeníti őt az istenektől.

#### God of War: Chains of Olympus (2008)
A God of War: Chains of Olympus 2008. március 4-én jelent meg először PlayStation Portable-re. A története időben valahol az Ascension és a God of War között játszódik, mikor még Kratos tízéves szolgálatát teljesíti az isteneknek. Kratos megállít egy perzsa inváziót a görög Attika városánál, és megtudja, hogy Morpheusz sötétségbe borította a világot. Kratos nyomozni kezd Héliosz, a napisten elrablása ügyében, és megakadályozza Perszephoné, a fondorlatos istennő tervét, aki azzal akarja elpusztítani a világot, hogy Atlasszal együttműködik.

#### God of War III (2010)
A God of War III 2010. március 16-án jelent meg PlayStation 3 konzolra. A Titanomakhia újra fellángol, ám Kratost hamarosan elárulják a Titánok, akik csupán saját bosszújuk eszközeként használták őt. Kratos most már mind a Titánokon, mind az olümposzi isteneken bosszút akar állni, ebben pedig Athéné szelleme segíti, aki magasabb szintű megértésre jutott, és arra utasítja Kratost, hogy találja meg az Olümposz Lángját, hogy legyőzhesse Zeuszt. Kratos csatákat vív istenekkel és Titánokkal az Alvilágban és az Olümposzon, és megtudja, hogy Pandora szelencéje a Lángban rejlik. Rájön, hogy maga Pandóra a kulcs a Láng lecsillapításához, így ő az, aki lehetővé teszi a szelence kinyitását – élete árán. Miután végül megöli Zeuszt, és az Olümposz romokban hever, Kratos megtagadja, hogy segítse Athénét abban, hogy ő legyen az emberiség új patrónusa, majd eltűnik.

#### God of War: Ghost of Sparta (2010)
A God of War: Ghost of Sparta 2010. november 2-án jelent meg PlayStation Portable-re. A történet a God of War és a Betrayal eseményei között játszódik. Kratos, immár a Háború istene, még mindig halandó múltjának vízióitól szenved, ezért elindul, hogy felfedezze eredetét, és felkutassa anyját, Kallisztót. Megtudja, hogy testvérét, Deimoszt az istenek elragadták, és Thanatosz, a Halál istene fogva tartja. Kratos elhatározza, hogy megtalálja és megmenti testvérét. Bár sikerrel jár, Thanatosz harcba bocsátkozik a testvérekkel, és megöli Deimoszt. Kratos ezután megöli Thanatoszt, majd visszatér az Olümposzra, még nagyobb haraggal az istenek iránt.

#### God of War: Ascension (2013)
A God of War: Ascension 2013. március 12-én jelent meg PlayStation 3-ra. Ez az egyetlen játék a sorozatban, amely tartalmaz többjátékos módot, kizárólag online, versengő és kooperatív játékmódokkal. Időrendben a Chains of Olympus előtti eseményeket dolgozza fel, nagyjából hat hónappal azután játszódik, hogy Kratosszal Árész elhitette, hogy ölje meg feleségét és lányát. A történet szerint Kratost a Három Fúria bebörtönzi, amiért megszegte Aresszel kötött vérszerződését. A fogadalom őrzője és Árész elidegenedett fia, Horkosz segítségével Kratos megtudja, hogy Árész és a Fúriák azt tervezik, hogy megdöntik az Olümposz uralmát, és Árész ezért választotta őt szolgájának. Kratos megszökik a fogságból, és végül megöli a Fúriákat, valamint Horkoszt is, aki könyörög, hogy szabadítsa meg. Bár Kratos megszabadul Árész kötelékétől, elkezdik gyötörni azok a rémálmok, amelyek hosszú éveken át kísérteni fogják.

### Skandináv mitológia

#### God of War (2018)
A God of War világszerte 2018. április 20-án jelent meg PlayStation 4-re, majd 2022. január 14-én Windowsra – ez volt az első fő szériaepizód, amely nem PlayStation platformon is megjelent. A játék új irányt vett a sorozatban, nemcsak mitológiai környezetében, hanem játékmenetében is. Sok évvel a God of War III eseményei után Kratos az északi mitológia világában köt ki, a Midgard nevű birodalomban. A két játék között született egy fia Atreus. Miután Kratos második felesége – Atreus anyja – Faye meghal, ketten útra kelnek, hogy teljesítsék utolsó kívánságát: hamvait szórják szét a kilenc világ legmagasabb hegycsúcsán, amelyről később új szövetségesük, Mímir révén kiderül, hogy Jötunheimben található. Utazásuk során megtámadja őket az áz isten, Baldur, akit Odin küldött, hogy elérje Faye-t, mivel azt hitte, meg kell akadályoznia Ragnarököt – nem tudván, hogy Faye már halott. Miután Kratos végül megöli Baldurt, elkezdődik a három évig tartó Fimbulvetr, amit hamarosan Ragnarök követ. Baldur anyja, a vanír istennő Freya bosszút esküszik Kratos ellen, de Kratos és Atreus teljesítik a küldetésüket, és felfedezik, hogy Faye egy óriás volt, aki előre látta a jövőt, valamint azt is, hogy Atreus eredeti neve Loki volt.

#### God of War Ragnarök (2022)
A God of War Ragnarök világszerte 2022. november 9-én jelent meg PlayStation 4-re és PlayStation 5-re, ez volt az első kereszt-generációs kiadás a sorozatban. Később, 2024. szeptember 19-én a játék Windowsra is megjelent. A hároméves Fimbulvetr végén Kratos, Atreus és Mímir találkoznak Odinnal és a Mennydörgés Istenével, Thorral.  Miután megküzdenek Thorról, a három hős útra kel, hogy a kilenc világot bejárva találjanak valami módot, hogy megakadályozzák a világvégi eseményt, Ragnarököt. Útjuk során bosszúra vágyó Freyával találkoznak, de végül kibékülnek. Miután kiderül, hogy Ragnarök valójában csak Asgardot, az ázok otthonát fogja elpusztítani, Kratos, Atreus és szövetségeseik háborút indítanak az ász istenek ellen saját birodalmukban.  Kratos ismét összecsap Thorról, de Thor meghal Odin keze által, miután megtagadja, hogy megölje Kratost. Kratos, Atreus, Mímir és Freya végül összecsapnak Odinnal, és legyőzik a Mindenek Atyját, miközben Asgard elpusztul. Miután hazaérnek Midgardba, Atreus, mint Loki, úgy dönt, hogy el kell indulnia, hogy megtalálja a hátramaradt óriásokat. Kratos eközben megtudja, hogy ő lesz a tisztelt istenek egyike. Freyával és Mimírrel együtt elindulnak, hogy újjáépítsék a birodalmakat és visszaállítsák a békét. A Ragnarök epilógusaként 2023. december 12-én ingyenes letölthető tartalom (DLC) pack jelent meg Valhalla néven. Ez a csomag Kratos és Mímir sorozatos próbáit követi Valhallában. A próbák során Kratos megbékél múltjával.